# Kepler-102
Kepler-102 ist ein Stern im Sternbild Leier. Der Stern in ein Hauptreihenstern der Spektralklasse K. Seine Masse und sein Radius sowie seine Leuchtkraft sind also geringer als bei der Sonne. Das System befindet sich in etwa 350 LJ Entfernung zur Sonne. Kepler-102 besitzt ein Planetensystem aus fünf bekannten Exoplaneten.

## Planetensystem
Die Entdeckung von 49 Exoplaneten-Kandidaten um 22 Sterne, darunter Kepler-102, wurde basierend auf den Beobachtungen des Weltraumteleskops Kepler im Januar 2014 veröffentlicht. Die beiden innersten Planeten sowie der äußerste Planet haben einen geringeren Radius als die Erde. Der größte Planet ist Kepler-102d, dessen Masse mit Hilfe von Messungen der Radialgeschwindigkeit zu etwas weniger als 9 Erdmassen bestimmt werden konnte. Alle Planeten brauchen weitaus weniger Zeit für eine Umkreisung ihres Zentralsterns als Merkur für eine Umkreisung der Sonne.
| Planet (nach Entfernung vom Stern) | Entdeckung (Jahr) | Radius (in {\displaystyle R_{\oplus }}) | Masse (in M⊕) | Umlaufzeit (in Tagen) | Große Halbachse (in AE) | Exzentrizität |
| ---------------------------------- | ----------------- | --------------------------------------- | ------------- | --------------------- | ----------------------- | ------------- |
| Kepler-102b                        | 2014              | 0,47 ± 0,02                             | 0,41 ± 1,6    | 5,28696               | —                       | —             |
| Kepler-102c                        | 2014              | 0,58 ± 0,02                             | <3,0          | 7,07142               | —                       | —             |
| Kepler-102d                        | 2014              | 1,18 ± 0,04                             | 3,80 ± 1,8    | 10,3117               | —                       | —             |
| Kepler-102e                        | 2014              | 2,22 ± 0,07                             | 8,93 ± 2,0    | 16,1457               | —                       | —             |
| Kepler-102f                        | 2014              | 0,88 ± 0,03                             | 0,62 ± 3,3    | 27,4536               | —                       | —             |